# Khalil Haqqani
Khalil-ur-Rahman Haqqani (en pachto : خلیل‌الرحمن حقاني [xalilʊrahˈmɑn haqɑˈni]), né le 1er janvier 1966 dans la Paktiya et mort le 11 décembre 2024 à Kaboul, également connu sous le nom de Khalil-ur-Rehman Haqqani, Khalil al-Rahman Haqqani, Khaleel Haqqani et Khalil Ahmad Haqqani, est ministre afghan des Réfugiés de 2021 à 2024 et un dirigeant du réseau Haqqani,.

## Biographie
Khalil Haqqani est né en 1966 à Kando, un village de la province de Paktiya. En 1975, il émigre avec sa famille au Pakistan. Dans les années 1980, il retourne en Afghanistan et participe à la guerre contre l'envahisseur soviétique sous la direction de son grand frère, Djalâlouddine,,.
Pendant la guerre d'Afghanistan, Khalil Haqqani s'engage dans une collecte de fonds internationale pour les talibans et soutient les opérations des talibans en Afghanistan. En 2002, Khalil fait déployer des hommes sous sa responsabilité pour renforcer al-Qaida dans la province de Paktia, en Afghanistan. En 2009, Haqqani aide à la détention de prisonniers ennemis capturés par le réseau Haqqani et les talibans. En 2010, il fournit un financement aux talibans dans la province de Logar. Haqqani exécute les ordres donnés par son neveu, Seraj Haqqani, un chef du réseau Haqqani, désigné terroriste en mars 2008 en vertu du décret 13224.
Le 9 février 2011, le département du Trésor des États-Unis, dans le décret 13224, désigne Khalil Haqqani comme un terroriste mondial spécialement désigné et a offert 5 millions de dollars américains de primes pour sa capture,.
Le 9 février 2011, l'Organisation des Nations unies, conformément au paragraphe 2 de la résolution 1904 (2009), ajoute Khalil Haqqani à la liste des personnes sanctionnées en 1988 (TAi.150) pour association avec Al-Qaida, Oussama ben Laden ou les talibans, et pour « participation au financement, à la planification, la facilitation, la préparation ou la perpétration d'actes ou d'activités par, conjointement avec, sous le nom de, pour le compte ou à l'appui de » ou « autrement soutenant des actes ou des activités » des talibans.
Le réseau Haqqani est fondé par le frère de Khalil Haqqani, Djalâlouddine Haqqani. Au milieu des années 1990, ils rejoignent le régime taliban du mollah Mohammed Omar. L'ONU a déterminé que Khalil Haqqani s'était engagé dans des activités de collecte de fonds au nom des talibans et du réseau Haqqani, et qu'il effectuait des voyages internationaux pour obtenir des soutiens financiers. En septembre 2009, Khalil Haqqani obtient un soutien financier des États arabes du golfe Persique, ainsi que des ressources en Asie du Sud et en Asie de l'Est. En outre, Khalil agit au nom d'Al-Qaida et est associé à leurs opérations militaires, notamment le déploiement de renforts aux éléments d'Al-Qaida dans la province de Paktia.

### Fonctions gouvernementales
En août 2021, après la chute de Kaboul, Khalil Haqqani devient le responsable de la sécurité de Kaboul pendant la transition du pouvoir,.
Selon Bloomberg, il aurait frappé Abdul Ghani Baradar lors d'une réunion sur la composition du futur gouvernement taliban au début du mois de septembre 2021. Principal négociateur de l'accord de 2020 avec les États-Unis, Baradar plaidait pour y inclure des minorités et des non-talibans afin de contenter la communauté internationale.
Le 7 septembre 2021, il est nommé ministre des Réfugiés de l'émirat islamique d'Afghanistan réinstitué.

### Mort
Le 11 décembre 2024, Khalil Haqqani est tué avec six autres personnes dans un attentat-suicide à l'intérieur de son ministère à Kaboul,. L'attentat est revendiqué le soir même par l'État islamique,,.
Le porte-parole du gouvernement taliban, Zabihullah Mujahid, déplore « une attaque perfide des kharidjites » et « une grande perte pour l'émirat islamique »,.
Le 12 décembre 2024, des milliers de personnes assistent à sa prière funéraire dans le village de Sarana, qui fait l'objet d'un dispositif sécuritaire particulièrement important,.